# Chimei Innolux Corporation

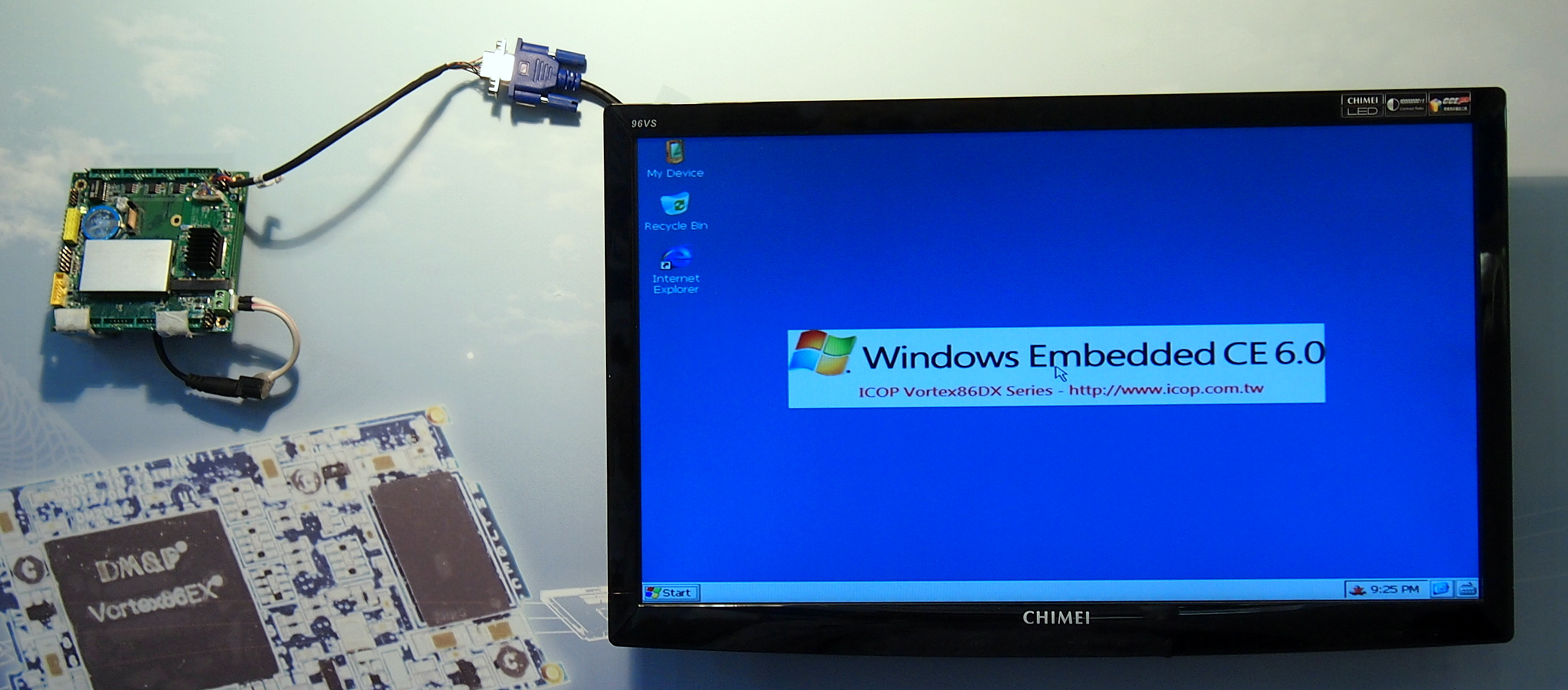
Chimei-Monitor mit Windows-Embedded PC auf der Embedded World 2014

Die Innolux Corporation ist ein taiwanischer LCD-Hersteller mit Hauptsitz in Zhúnán im Landkreis Miaoli, Taiwan. Das Unternehmen beschäftigt 58.000 Mitarbeiter und ist Taiwans größter LCD-Hersteller.
Ursprünglich im Januar 2003 als Innolux Display Corp. gegründet, wurde im März 2010 die Fusion mit Chi Mei Optoelectronics und Toppoly Optoelectronics zur Chimei Innolux Corporation vollzogen. Um sich von der Marke ChiMei abzugrenzen, wurde der Name im Dezember 2012 auf Innolux Corporation (INX) geändert. Die Firma unterhält Produktionsstätten in Taiwan, bspw. in Kaohsiung (Fab F), Tainan (Fab A–D) und Zhunan (Fab T1–T3), aber auch in der VR China in den Städten Foshan, Nanjing, Ningbo, Shanghai und Shenzhen. Vertriebsgesellschaften werden in Indien, Japan, Südkorea, den Niederlanden und den USA unterhalten.
Für den Unterhaltungselektronikhersteller Apple war InnoLux neben Samsung der Zweitlieferant für die Displays im Tablet-Computer iPad 2.